# Fami通
《Fami通》（又译作）是由KADOKAWA Game Linkage發行的日語電子遊戲雜誌，原由ASCII（創刊至2000年3月）和Enterbrain（2000年4月至2013年9月）發行。1986年，从计算机杂志《Login》派生的电子游戏专门杂志创刊。自1995年起，杂志将正式名称定为从创刊伊始就常用的简称《Fami通》。其中週刊Fami通是最早發行的Fami通刊物，被視為日本最受尊敬的電子遊戲新聞雜誌。

## 週刊Fami通
週刊Fami通集中評測電子遊戲與報道電子遊戲業界的新聞，名字Fami通是縮寫自初時的名稱Famicom通信（ファミコン通信），刊行當初的名稱是按照在1980年代後期支配日本市場的任天堂電子遊戲機Famicom而命名。首期雜誌在1986年出版發行，曾於1993年授權內容給台灣尖端出版中文電子遊戲雜誌《電視遊樂雜誌》跟《電視遊樂報導》。週刊Fami通逢星期五發行。

### 電玩通週刊
於2004年2月27日由台灣青文出版社以台灣版中文雙週刊創刊，並於第13期（2004年8月20日）起改為週刊。與週刊Fami通相同每逢星期四發行，2014年1月23日休刊並發行最後一期。

### Fami通（香港）
2017年4月11日，壹傳媒經日本Fami通授權創立Fami通香港中文站，2018年5月8日由於組織項目改組無限期關站。

## 过往副刊与增刊
《Fami通》旗下曾还有按不同游戏机等细分的副刊与增刊：
- Fami通DS+Wii 報導任天堂裝置平台的消息（現時為任天堂DS與Wii），該雜誌曾按任天堂早前的平台取名為Fami通64及Fami通Cube，2016年3月号发行后已停刊。
- Fami通Xbox 360 報導Xbox與Xbox 360的消息，2013年起已停刊。
- Fami通Wave DVD 月刊，每期雜誌均包含一張載有電子遊戲影像的DVD-Video（NTSC制式，DVD區域碼第2區），前身為GameWave DVD，而GameWave DVD的前身則是F.Wave其中的電玩遊戲介紹欄目；F.Wave是Enterbrain首次出版帶有DVD影像光碟的刊物，跟Fami通Wave刊物名稱一樣同讀作「ファミツウウェーブ」但內容則略有分別，此刊物於2000年5月16日創刊，除了電玩以外亦收錄有電影、音樂、演藝、時裝、模型等情報，但只出了四期便告停刊，2000年9月29日改為出版只帶電玩情報內容的GameWave，2002年10月30日改名為Fami通Wave DVD。2011年5月号发行后已停刊。

現時已停刊的Fami通还包括Fami通Bros. （集中報導遊戲攻略提示而非當前的遊戲消息）、Fami通Sister（集中報導美少女遊戲）、Fami通DC（集中報導Dreamcast的消息）與Fami通PSP+PS3（集中報導索尼電腦娛樂旗下電子主機遊戲的消息）。

## 評分
Fami通因對當今電子遊戲非常嚴格的評分而全球知名，電子遊戲會經由一組四人的Fami通電子遊戲評論家評分，每人會給出1至10分（10分最高），然後將四個分數相加，最高可得到40分，以評分滿分為日本本土遊戲居多。Fami通的評論家長期以來被認為過分強硬，雖然近年他們的評分平均有明顯的上升。近期Fami通數個評分備受到爭議，如《地狱犬的挽歌 -最终幻想VII-》的評分，該雜誌被指為取悅廣告客戶與產業中的大型廠商而「背叛」。有一個詳盡評論指出Fami通的編輯會給予擁有固有玩家群的流行遊戲較高的分數，通常為9到10分，而不顧該遊戲的品質；例如《JOJO的奇妙冒險 群星之戰》。
評分35分以上是白金殿堂，32分以上是金殿堂，30分以上是銀殿堂。因此在35分以上的遊戲基本上都是很經典的遊戲了。
但一款遊戲要獲得四名Fami通評論家評為滿分仍然非常困難。Fami通Wave DVD不會為電子遊戲評分。

### 滿分評分
至今為止有30款遊戲獲滿分40評分，以下按年份列出：
1. 薩爾達傳說 時之笛（1998，任天堂，任天堂64）
2. 劍魂（1999，南夢宮，Dreamcast）
3. 放浪冒險譚（2000，史克威爾，PlayStation）
4. 薩爾達傳說 風之律動（2003，任天堂，任天堂GameCube）
5. 任天狗（2005，任天堂，任天堂DS）
6. Final Fantasy XII（2006，史克威爾艾尼克斯，PlayStation 2）
7. 任天堂明星大亂鬥X（2008，任天堂，Wii）
8. 潛龍諜影4：愛國者之槍（2008，科樂美，PlayStation 3）
9. 428 被封鎖的澀谷（2008，SEGA，Wii）
10. 勇者斗恶龙IX 星空的守护者（2009，史克威爾艾尼克斯，任天堂DS）
11. 魔物獵人3（2009，卡普空，Wii）
12. 魔兵驚天錄（2009，SEGA，Xbox 360[17]）
13. 新超级马里奥兄弟Wii（2009，任天堂，Wii）
14. 潛龍諜影 和平先驅（2010，科乐美，PlayStation Portable）
15. 精灵宝可梦 黑·白（2010，精灵宝可梦公司，任天堂DS）
16. 薩爾達傳說 禦天之劍（2011，任天堂，Wii）
17. 上古卷軸V：天際（2011，贝塞斯达软件，Xbox 360／PlayStation 3[18]）
18. Final Fantasy XIII-2（2011，史克威爾艾尼克斯，Xbox 360／PlayStation 3）
19. 新光神話 帕爾提娜之鏡（2012，任天堂，任天堂3DS）
20. 人中之龍5 夢想的實現者（2012，SEGA，PlayStation 3）
21. JOJO的奇妙冒險 群星之戰（2013，萬代南夢宮遊戲，PlayStation 3）
22. 俠盜獵車手V（2013，Rockstar Games，Xbox 360／PlayStation 3）
23. 潛龍諜影V 幻痛（2015，科乐美，Xbox 360／PlayStation 3／PlayStation 4／Xbox One）
24. 塞尔达传说 旷野之息（2017，任天堂，Wii U／任天堂Switch）
25. 勇者鬥惡龍XI 尋覓逝去的時光（2017，史克威尔艾尼克斯，PlayStation 4／任天堂3DS）
26. 死亡擱淺（2019，索尼互動娛樂，PlayStation 4）
27. 對馬戰鬼（2020，索尼互动娱乐，PlayStation 4）
28. 薩爾達傳說 王國之淚（2023，任天堂，任天堂Switch）
29. 快打旋風6（2023，卡普空，PlayStation 4／PlayStation 5／Xbox Series X/S）
30. 人中之龍8（2024，SEGA，PlayStation 4／PlayStation 5／Xbox One／Xbox Series X/S）

獲得39分，接近滿分的遊戲：
1. 薩爾達傳說 眾神的三角神力（1991，任天堂，超級任天堂）
2. （1995，SEGA，世嘉土星）
3. 實感賽車Revolution（英语：Ridge Racer Revolution）（1995，南夢宮，PlayStation）
4. 超級瑪利歐64（1996，任天堂，任天堂64）
5. 鐵拳3（1998，南夢宮，PlayStation）
6. 電腦戰機（英语：Cyber Troopers Virtual-On Oratorio Tangram）（1999，SEGA，Dreamcast）
7. 跑車浪漫旅3: A-Spec（2001，索尼電腦娛樂，PlayStation 2）
8. Final Fantasy X（2001，史克威爾，PlayStation 2）
9. 惡靈古堡（2002，卡普空，任天堂GameCube）
10. 勇者斗恶龙VIII 天空、海洋、大地与被诅咒的公主（2004，史克威爾艾尼克斯，PlayStation 2）
11. 跑車浪漫旅4（2004，索尼電腦娛樂，PlayStation 2）
12. 潛龍諜影3：食蛇者（2005，科樂美，PlayStation 2）
13. 生死格鬥4（2005，特庫摩，Xbox 360）
14. 王國之心II（2006，史克威爾艾尼克斯，PlayStation 2）
15. 大神（2006，卡普空，PlayStation 2）
16. 薩爾達傳說 幻影沙漏（2007，任天堂，任天堂DS）
17. 俠盗獵車手4（2008，Rockstar Games，Xbox 360／PlayStation 3）
18. 決勝時刻：現代戰爭2（2009，Infinity Ward，Xbox 360／PlayStation 3）
19. 最终幻想XIII（2009，史克威尔艾尼克斯，PlayStation 3）
20. 碧血狂殺（2010，Rockstar Games，Xbox 360／PlayStation 3）
21. 火影忍者：究极忍者风暴2（英语：Naruto Shippuden: Ultimate Ninja Storm 2）（2010，萬代南夢宮遊戲，Xbox 360／PlayStation 3）
22. 魔物獵人攜帶版3rd（2010，卡普空，PlayStation Portable）
23. 決勝時刻：黑色行动（2010，Treyarch，Xbox 360／PlayStation 3）
24. 決勝時刻：現代戰爭3（2011，Infinity Ward & Sledgehammer Games，Xbox 360／PlayStation 3）
25. 最终幻想 零式（2011，史克威尔艾尼克斯，PlayStation Portable）
26. 戰爭機器3（2011，Epic Games & 微軟遊戲工作室，Xbox 360）
27. 潛龍諜影：和平先驅 HD（2011，科乐美，PlayStation 3[19]）
28. 黑色洛城（2011，Rockstar Games & Team Bondi，Xbox 360／PlayStation 3）
29. 无尽传奇（2011，萬代南夢宮遊戲，PlayStation 3）
30. FIFA 12（2011，Electronic Arts，Xbox 360／PlayStation 3）
31. 生化危機：啟示（2012，卡普空，任天堂3DS）
32. 铁拳 Tag Tournament 2（2012，萬代南夢宮遊戲，Xbox 360／PlayStation 3）
33. 生化危機6（2012，卡普空，Xbox 360／PlayStation 3）
34. （2012，任天堂，任天堂3DS）
35. 潜龙谍影崛起：再复仇（2013，科乐美，Xbox360／PlayStation 3）
36. 火影忍者：究极忍者风暴3（英语：Naruto Shippuden: Ultimate Ninja Storm 3）（2013，萬代南夢宮遊戲，Xbox 360／PlayStation 3）
37. 神奇101 （2013，任天堂，Wii U）
38. 最终幻想XIV：重生之境（2013，史克威尔艾尼克斯，PlayStation 3）
39. 精灵宝可梦 X·Y （2013，精灵宝可梦公司，任天堂3DS）
40. 如龙 维新！（2014，SEGA，PlayStation 4）
41. 神秘海域4 盗贼末路（2016，索尼互動娛樂，PlayStation 4）
42. 勇者鬥惡龍 英雄集結II 雙子之王與預言的終焉（2016，史克威尔艾尼克斯，PlayStation 4／PlayStation 3／PlayStation Vita）
43. 女神异闻录5（2016，Atlus，PlayStation 3／PlayStation 4）
44. 如龙6 命之诗（2016，SEGA，PlayStation 4）
45. 尼尔：机械纪元（2017，史克威尔艾尼克斯，PlayStation 4）
46. 超級瑪利歐 奧德賽（2017，任天堂，任天堂Switch）
47. 魔物獵人 世界（2018，卡普空，PlayStation 4／Xbox One）
48. 碧血狂殺2（2018，Rockstar Games，PlayStation 4／Xbox One）
49. 王國之心III（2019，史克威尔艾尼克斯，PlayStation 4／Xbox One）
50. 最终幻想VII 重制版（2020，史克威尔艾尼克斯，PlayStation 4[20]）
51. 最后生还者 第II章（2020，索尼互动娱乐，PlayStation 4）
52. 艾爾登法環（2022，FromSoftware，PlayStation 5／Xbox Series X/S／PlayStation 4／Xbox One）
53. 斯普拉遁3（2022，任天堂，任天堂Switch）
54. 最终幻想16（2023，史克威尔艾尼克斯，PlayStation 5）
55. 魔物獵人 荒野（2025，卡普空，PlayStation 5／Xbox Series X/S）

## 外部連結
- （日語）官方网站